# گالینا (نیومکزیکو)
گالینا، نیو مکزیکو (به انگلیسی: Gallina) یک منطقهٔ مسکونی در ایالات متحده آمریکا است که در شهرستان ریو آریبا، نیومکزیکو واقع شده‌است. گالینا ۲۸۶ نفر جمعیت دارد و ۲٬۳۱۱٫۹۴ متر بالاتر از سطح دریا واقع شده‌است.